# Дорошовка (Винницкая область)
Дорошовка (укр. Дорошівка) — село на Украине, находится в Ямпольском районе Винницкой области.
Код КОАТУУ — 0525680803. Население по переписи 2001 года составляет 486 человек. Почтовый индекс — 24524. Телефонный код — 4336.
Занимает площадь 1,75 км².
У села Дорошовка на берегу Днестра найден бивень мамонта возрастом более 22 тыс. лет. На бивне мамонта имеется древнейшее изображение оленя на Украине и  гравировка, которую условно можно назвать «лабиринтами».

## Адрес местного совета
24523, Винницкая область, Ямпольский р-н, с. Буша, ул. Гоголя, 18